# Північно-Двінська губернія
60°46′00″ пн. ш. 46°18′00″ сх. д. / 60.76666667° пн. ш. 46.3° сх. д.
Північно-Двінська губернія — адміністративно-територіальна одиниця РРФСР, що існувала в 1918-1929. Центр — місто Великий Устюг.

## Історія
17 червня 1918 — утворення губернії з 5 східних повітів Вологодської губернії:  Великоустюзького, Сольвичегодського, Яренського, Нікольського, Усть-Сисольського.
У квітні 1918 вісім північно-західних губерній - Петроградська, Новгородська, Псковська, Олонецька, Архангельська, Вологодська, Череповецька - були об'єднані в Союз комун Північної області, який вже в 1919 було скасовано.
У серпні 1921 східні частини губернії відійшли до новоствореної АО Комі (Зирян)
10 квітня 1924 Північно-Двінська губернія була розділена на 18 районів: Великоустюзький, Верхньо-Тоємський район, Вилегодський, Вохомський, Єнанзький, Кичмензько-Городецький, Котласький, Красноборський, Лальський, Ленський,  Нікольський, Нюксенський, Опаринський, Подосиновський, Рослятинський, Сольвичегодський, Усть-Алексєєвський, Черевкивський.
27 лютого 1928 скасовано Усть-Алексєєвський (приєднано до Великоустюзького) та Єнанзького (приєднано до Кичмензько-Городецького) райони, а Нюксенський район було перейменовано на Сухонський. 29 березня 1928 року було прийнято рішення про приєднання Сольвичегодського району з 13 сільськими радами до Котласького району.
1 жовтня 1929 скасовано Північно-Двінську губернію і утворено Північний край.. На території колишньої губернії було утворено Північно-Двінський округ Північного краю РРФСР з центром у місті Великий Устюг.